# Neurofilamento
Os neurofilamentos constituem a terceira classe de filamentos intermediários, sendo encontrados em corpos celulares, dendritos e, principalmente, no citoplasma dos axônios, também conhecido como axoplasma.
Existem quatro tipos de neurofilamentos: α-internexina (presente somente no início do desenvolvimento do sistema nervoso), NF-L (neurofilamento "light" ou leve), NF-M (neurofilamento médio) e NF-H (neurofilamento "high" ou pesado). Esses tipos interagem entre si, formando heteropolímeros de NF-L com um dos outros tipos de neurofilamentos.
Os neurofilamentos são essenciais para a manutenção da forma dos axônios, que podem se desestabilizar com um problema nos neurofilamentos.
Os neurofilamentos podem se unir com os microtúbulos através da plectina.

## Estrutura
Os neurofilamentos possuem um diâmetro de cerca de 10 nm e são formados por três proteínas com peso molecular de aproximadamente 60, 140 e 130 Kilodaltons (Kd). A proteína de 60 Kd constitui a porção "central" do neurofilamento, enquanto as outras duas formam "braços laterais". Esses "braços laterais" mediam as interações entre os neurofilamentos com outros elementos do citoesqueleto como os microtúbulos, por exemplo. 